# Дикі Кариби
«Дикі Кариби» — це чотирисерійний документальний фільм BBC nature про дику природу, який досліджує природничу і культурну історію Карибських островів і Карибського моря. Уперше трансльований у Великій Британії на каналі BBC Two в січні 2007 року. Серіал спродюсувала студія BBC Natural History Unit на основі розповіді актора Стіва Туссена. Цей серіал також транслювали в Австралії на телеканалі ABC1 щонеділі о 19:30 з 15 лютого 2009 року.
Серіал включено в блок фільмів про природничу історію «Континенти». Йому передував «Європа: природнича історія» 2005 року, а продовжив «Дикий Китай» 2008 року.

## Епізоди

### 1. «Острови скарбів»
Трансляція у Великій Британії 16 січня 2007 року
Перший епізод присвячений різноманітності природничої історії Карибського моря і виявляє дику сторону островів. Смугасті дельфіни і афаліни плавають на дрібних піщаних берегах навколо Багамських островів. Мангрові ліси неглибоких лагун Барбуди надають ідеальні місця для гніздування найбільшої колонії фрегатів у Карибському морі. У кадрі птахи змагаються за кращі місця і переносять плавучі палички на крилах. Сусідні острови Сент-Люсія, Сент-Вінсент і Домініка мають свої характерні особливості. На вкритих густим лісом схилах вулканічних гір мешкають рідкісні колібрі і папуги. Ці родючі ґрунти також приваблюють людей, але сцени виверження Монтсеррата за останні роки показують загрозу, з якою вони стикаються. Глибокі води біля берегів Домініки є місцем розмноження кашалотів, які відрізняються тактильною соціальною поведінкою на поверхні. Печери є особливістю вапнякової геології Куби і дають житло для мільйонів кажанів, а також кубинських удавів і хутій, останніх зі вперше знятих у дикій природі видів. Південні острови АВС (Аруба, Бонайре і Кюрасао), охоплені сухими пасатами, є віртуальними пустелями. Щороку 20 тисяч карибських фламінго прибувають, щоб розмножитися на висохлих озерах. У прозорих водах навколо Бонайре мешкає найбільше в Карибському басейні різноманіття рифових риб. Останній острів, зафіксований в епізоді, — це Тринідад, відрізаний 2000 років тому від Південної Америки підвищенням рівня моря. Його острівна фауна включає безліч материкових видів, таких як ревун, капуцин і червоні ібіси.

### 2. «Рифи і затонулі кораблі»
Трансляція у Великій Британії 23 січня 2007 року
Коралові рифи, які квітнуть у теплих, мілких водах навколо Карибських островів, є темою другого епізоду. Тверді корали є рифобудівниками і вирощують свої жорсткі зовнішні скелети, добуваючи поживні речовини з водоростей, що зростають у них. Уповільнена кінозйомка показує, що вночі з'являються коралові поліпи, які затримують планктон, що дрейфує. Морська флора і фауна рифа Карибського басейну включає кальмарів, восьминогів і блакитних хірургів. У Сільвер Бенк, коралових породах на північ від Домініканської Республіки, щорічно проходить до 3000 горбатих китів. Дрібні рифи являють собою постійну загрозу для суден, але кожне затонуле судно забезпечує ідеальне середовище проживання для зростання нового рифу. Притулком користуються вусаті акули-няньки, а абудефдуфи відкладають яйця прямо на уламках. Затонулий корабель на глибині 200 м приховує глибоководні форми життя, серед яких морські лілії, і іржу, утворену бактеріями і грибками, що поїдають сам сталевий корпус. Простягнувшись на 180 миль від узбережжя Центральної Америки, Карибський бар'єрний риф є другим за величиною кораловим утворенням на землі і домом для буяння життя. Днем великі істоти, такі як лоґергеди і рідкісні ламантини мирно пересуваються, але вночі тарпони та інші хижаки виходять на полювання. У фінальні сцени увійшло щорічне зібрання луціанів, викликане повним місяцем. Коли вони виходять на поверхню і випускають велику кількість молока і яєць, китові акули піднімаються, щоб скористатися несподіваним «святом».

### 3. «У пеклі тропічних ураганів»
Трансляція у Великій Британії 30 січня 2007 року
У період від червня до листопада в Карибському басейні щорічно відбувається близько шести ураганних штормів. У цьому епізоді розглядається їх вплив на людей і дику природу. Ураганні вітри утворюють руйнівні хвилі, які можуть завдати катастрофічного збитку прибережним рифам. Деякі корали досить міцні, щоб витримати удар, але інші руйнуються. Однак, якщо вони розташовуються у відповідному місці, навіть зламані фрагменти можуть регенерувати. Штормові хвилі завдають значної шкоди прибережним спорудам і пляжам, і морські черепахи особливо вразливі. Чотири з п'яти дитинчат зеленої черепахи на Великому Каймані загинули під час урагану «Іван» 2004 року. Штормові хвилі можуть повністю затоплювати низовинні острови. Коричневі аноліси Багамських островів можуть цілком потонути, але їх яйця можуть пережити занурення до шести годин. Прибережні мангрові зарості є важливим природним бар'єром проти ураганів. Далі вглиб країни рослини і тварини тропічних лісів розробили тактику виживання під час ураганів. Дерева tabonuco з'єднують свої коріння разом, утворюючи міцний якір, а колібрі переміщаються в незаймані частини лісу. Одинична екстремальна подія може бути руйнівною для видів з обмеженим ареалом. 1989 року ураган «Г'юго» знищив популяцію пуерто-риканських амазонів, залишивши тільки три гніздові пари. У свою чергу зелені ігуани використовували плавучі уламки для колонізації нових островів, показуючи, що стійкість і адаптивність є ключем до виживання. Зі зміною клімату вчені пророкують на майбутнє частіші й інтенсивніші урагани, тому здатність дикої природи Карибів до виживання і відновлення від них зазнає серйозної перевірки на міцність.

### 4. «Таємні береги»
Трансляція у Великій Британії 6 лютого 2007 року
Останній епізод знято у вигляді подорожі Карибським узбережжям Центральної Америки, яке простягається на 1700 миль від Панами до Мексики. Панамський канал розташовується на висоті 25 метрів над рівнем моря і рівень води в ньому залежить від стоку річок з довколишніх тропічних лісів. Дику природу узбережжя представляють капібара, коаті і павукоподібні мавпи. Острови Бокас-дель-Торо тепер лежать за декілька миль від узбережжя Панами, але колись були частиною материка. Колумбійський ревун - це материковий вид, який опинився в скрутному становищі через підвищення рівня моря. Інші, наприклад, древолази, переходять до нових форм або адаптуються; трипалі лінивці еволюціювали, щоб харчуватися мангровими листям і навіть плавати між деревами. Прибережні мангрові болота на півночі є багатими мисливськими угіддями для білолобих капуцинів, які розколюють відкриті раковини молюсків, та ігуан, які ловлять крабів. Цвітіння планктону в глибоких водах навколо островів Бей запускає харчовий ланцюжок. Тут живляться китові акули і сардини. Мексиканський вапняковий півострів Юкатан рясніє затопленими печерами, де мешкають дивні істоти, серед яких ремипедії і ізоподи. У відкритому морі Terneffe — один з багатьох коралових атолів. Рідкісні гострорилі крокодили вилуплюються в укриттях у мангрових заростях, а чудові фрегати оточують червононогих сул, коли ті повертаються годувати своїх пташенят, змушуючи їх викидати здобич у повітрі. У програмі також показано корінні народи куна островів Сан-Блас і міскіто із Гондурасу.

## Прокат і релізи
Для підтримки серіалу випущено книгу, саундтрек і DVD-диски:
- 5 лютого 2007 року випущено дводисковий набір DVD регіону 2 (BBCDVD1998), що включає всі чотири повнометражних епізоди і бонусний 30-хвилинний документальний фільм «Дика природа на Ігуанах». Версію для регіону 4 випущено ABC DVD/Village Roadshow[en] 1 березня 2009 року[7].
- Оригінальну партитуру Девіда Лоу випущено 29 січня 2007 року у вигляді саундтрека Wild Caribbean на лейблі EMI.
- Додавану книгу в м'якій палітурці «Дикі Кариби: приховані чудеса найвідоміших островів світу» Майкла Брайта опубліковано BBC Books 4 січня 2007 року (ISBN 0-563-49383-6).